# Distribució de Tracy-Widom
La distribució de Tracy-Widom és una distribució de probabilitat de la teoria de matrius aleatòries introduïda per Craig Tracy and Harold Widom (1993, 1994). És la distribució del valor propi més gran normalitzat d'una matriu hermitiana aleatòria. La distribució es defineix com un determinant de Fredholm.
En termes pràctics, Tracy-Widom és la funció d'encreuament entre les dues fases de components acoblats feblement i fortament en un sistema. També apareix en la distribució de la longitud de la subseqüència creixent més llarga de permutacions aleatòries, com a estadístiques a gran escala a l'equació de Kardar-Parisi-Zhang, en les fluctuacions actuals del procés d'exclusió simple asimètric (ASEP) amb condició inicial de pas, i en models matemàtics simplificats del comportament del problema de subseqüència comú més llarg en entrades aleatòries. Vegeu Takeuchi & Sano (2010) i Takeuchi et al. (2011) per provar experimentalment (i verificar) que la distribució TW descriu les fluctuacions de la interfície d'una gota (o substrat) en creixement. {\displaystyle F_{2}} (o {\displaystyle F_{1}}) tal com prediuen Prähofer & Spohn (2000).
La distribució {\displaystyle F_{1}} és d'interès particular en l'estadística multivariant. Per a una discussió sobre la universalitat de {\displaystyle F_{\beta }}, {\displaystyle \beta =1,2,4}, vegeu Deift (2007). Per a una aplicació de {\displaystyle F_{1}} per inferir l'estructura de la població a partir de dades genètiques, vegeu Patterson, Price & Reich (2006). L'any 2017 es va demostrar que la distribució F no és infinitament divisible.

## Definició com a llei dels grans nombres
Deixar {\displaystyle F_{\beta }} denoteu la funció de distribució acumulada de la distribució Tracy-Widom amb un donat {\displaystyle \beta }. Es pot definir com una llei dels grans nombres, similar al teorema central del límit. Normalment hi ha tres distribucions de Tracy-Widom, {\displaystyle F_{\beta }}, amb {\displaystyle \beta \in \{1,2,4\}} . Corresponen als tres conjunts gaussians: ortogonals ({\displaystyle \beta =1}), unitari ({\displaystyle \beta =2}), i simplectiques ({\displaystyle \beta =4}).
En general, considereu un conjunt gaussià amb valor beta {\displaystyle \beta }, amb les seves entrades diagonals amb variància 1, i les entrades fora de la diagonal amb variància {\displaystyle \sigma ^{2}}, i deixar {\displaystyle F_{N,\beta }(s)} ser probabilitat que an {\displaystyle N\times N} La matriu mostrada del conjunt té un valor propi màxim {\displaystyle \leq s}, després definiu{\displaystyle F_{\beta }(x)=\lim _{N\to \infty }F_{N,\beta }(\sigma (2N^{1/2}+N^{-1/6}x))=\lim _{N\to \infty }Pr(N^{1/6}(\lambda _{max}/\sigma -2N^{1/2})\leq x)}on {\displaystyle \lambda _{\max }} denota el valor propi més gran de la matriu arbitrària. La desviació per valor de {\displaystyle 2\sigma N^{1/2}} centra la distribució, posat que al límit, la distribució del valor propio convergeix cap a la distribució semicircular amb radi {\displaystyle 2\sigma N^{1/2}}. El producte per {\displaystyle N^{1/6}} s'empra perquè la desviació estàndard de la distribució s'escala proporcionalment amb {\displaystyle N^{-1/6}}.